# Günter Heil
Günter Heil (* 10. April 1928 in Offenbach am Main; † 25. August 1990 ebenda) war ein deutscher klassischer Philologe und wirkte als Herausgeber, Übersetzer und Gymnasiallehrer.

## Leben und Werk
Geboren in Offenbach am Main als Sohn von Jakob Heil und dessen Frau Elisabeth, geb. Schaeffler, studierte er nach dem Besuch der Oberschule am Friedrichsplatz (1938–1945) und dem anschließenden Abitur im Dezember 1946 ab dem Sommersemester 1947 in Frankfurt am Main und in Tübingen klassische Philologie. Nach Erlangung des Magistergrades 1952 begann er vor allem in Paris Handschriftenstudien für seine Dissertation, wurde 1954 am Gymnasium in Hersfeld – der ehemaligen Alten Klosterschule – als Lehrer angestellt und promovierte 1956 bei Hermann Langerbeck in Frankfurt mit einer griechischen Edition der Himmlischen Hierarchie des neuplatonischen christlichen Philosophen und Theologen Pseudo-Dionysius Areopagita. Diesem Autor des frühen 6. Jahrhunderts, der die apophatische oder negative Theologie am ausführlichsten entfaltete, galt Heils Aufmerksamkeit neben seiner Tätigkeit als Latein- und Griechischlehrer an der Leibnizschule in Offenbach am Main vom April 1958 bis zu seinem Lebensende: 1986 erschien zunächst Heils deutsche Übersetzung der beiden Hierarchien des pseudonymen Verfassers, 1991 posthum seine neue kritische Edition der beiden, himmlischen und kirchlichen Hierarchien. Mit anderen Schülern Langerbecks arbeitete Heil außerdem auch mit an der zunächst von Werner Jaeger begonnenen Gesamtedition der Werke von Gregor von Nyssa und edierte zwei seiner „Sermones“, die Rede über die Toten und die Vita und den Panegyrikus auf Gregor den Wundertäter. Editionen und Übersetzungen entstanden ohne die damals noch stärker stützenden und freieren Rahmenbedingungen einer gut ausgestatteten universitären oder sonstigen wissenschaftlich-akademischen Position mit regelmäßigem Austausch, der weitere Impulse hätte geben können. Eine gesellschaftliche Anerkennung für seine hingebungsvolle philologische Arbeit im Verborgenen war Heil nicht vergönnt.
Aus seiner Unterrichtstätigkeit heraus entstand das gemeinsam mit Winfried Elliger, Gerhard Fink und Thomas Meyer entwickelte, philosophisch anregende Griechisch-Lehrbuch „Kantharos“. Gemeinsam mit dem Gräzisten und Philosophiehistoriker Klaus Döring erstellte er zudem eine Anthologie griechischer Texte, in der er die sogenannte griechische Aufklärung vorstellte.
Daneben verfasste Heil gelegentlich Aufsätze zumeist didaktischer Natur. „In schwierigen Zeiten hat er für den Erhalt von Latein und Griechisch im Schulkanon gekämpft und neue Begründungen für den Unterricht in den alten Sprachen gegeben.“
Im Landesverband Hessen des Deutschen Altphilologenverbands wirkte Günter Heil lange als stellvertretender Vorsitzender, in der Leibnizschule leitete er viele Jahre die gut ausgestattete Lehrerbücherei, außerdem engagierte er sich in Offenbach in der evangelischen Kirche in Leitungsgremien.
Mit seiner Frau Ursula hatte Günter Heil vier Kinder.

## Publikationen

### Editionen
- Denys L'Aréopagite, La hiérarchie céleste. Introduction par René Roques. Étude et texte critiques par Gunther Heil. Trad. et notes par Maurice de Gandillac. Ed. du Cerf, Paris 1958. 2. Auflage 1970 (Sources Chrétiennes, Band 58).
- Corpus Dionysiacum Band 2: Pseudo-Dionysius Areopagita. De Coelesti Hierarchia, De Ecclesiastica Hierarchia, De Mystica Theologia, Epistulae. Herausgegeben von Günter Heil † und Adolf Martin Ritter. De Gruyter, Berlin u. a. 1991. 2. überarbeitete Auflage, de Gruyter, Berlin-New York 2012 (Patristische Texte und Studien, Band 36).
- Gregorii Nysseni Opera: Sermones. Pars I. Ediderunt G. Heil, Adr. van Heck, E. Gebhardt, Andreas Spira. Gregorii Nysseni Opera; Volumen IX: De mortuis oratio. E. J. Brill, Leiden 1967. 2. Auflage 1992, 3–68.
- Gregorii Nysseni Opera: Sermones. Pars II. Ediderunt G. Heil, Joh. P. Cavarnos, O. Lendle. Gregorii Nysseni Opera; Volumen X, 1: De vita Gregorii Thaumaturgi. E. J. Brill, Leiden 1990, LXXXVII–CXXXIII, 1–57.
  - Éloge de Grégoire le Thaumaturge. Texte grec (GNO X,1): Günther Heil (Eloge de Grégoire), Otto Lendle (Eloge de Basile). Introduction, traduction et notes: Pierre Maraval. Ed. du Cerf, Paris 2014 (SC 573), 94–227.

### Übersetzung
- Pseudo-Dionysius Areopagita, Über die himmlische Hierarchie. Über die kirchliche Hierarchie. Eingeleitet, übersetzt und kommentiert von Günter Heil. Anton Hiersemann, Stuttgart 1986 (Bibliothek der griechischen Literatur, Band 22).

### Lehrbücher
- Winfried Elliger / Gerhard Fink / Günter Heil / Thomas Meyer (Hrsg.), Kantharos. Griechisches Unterrichtswerk. Klett, Stuttgart 1982–1983 [Lese- und Arbeitsbuch; Beiheft; Lehrerband; Schülerarbeitsheft].
- Günter Heil / Klaus Döring (Hrsg.), Die sog. „Griechische Aufklärung“ / Die Kyniker – eine antike Protestbewegung. Klett, Stuttgart, 1986.

### Aufsätze
- Probleme der gegenwärtigen Unterrichtspraxis – zur Diskussion gestellt, in: Mitteilungsblatt des deutschen Altphilologenverbandes 14, 2 / 1971, 1–5.
- Zwischen Positivismus und Glossolalie: zur Misere einer Didaktik der alten Sprachen, in: ibd. 15, 4 / 1972, 8–13.
- Prolegomena zu einem Griechisch-Curriculum der Sekundarstufe II, in: Der Altsprachliche Unterricht, Band 16, 4 / 1973, 45–60.
- Vorüberlegungen zur Durchnahme poetischer Texte im altsprachlichen Unterricht, in: Der Altsprachliche Unterricht, Band 19, 4 / 1976, 92–107.
- Übersetzung als Lernerfolgskontrolle. Ein Vorschlag zur Positivkorrektur, in: Der Altsprachliche Unterricht, Band 19, 5 / 1976, 37–53.
- Der Mythos als Gegenstand der Sprachreflexion, in: Günter Heil; Erhard Kamlah; Ada Hentschke-Neschke, Mythos und Mythen im Sprach- und Literaturunterricht Griechisch. Hessisches Institut für Lehrerfortbildung. Hauptstelle Reinhardswaldschule, Fuldatal, Kassel 1978, 1–23.
  - Mythos als Gegenstand der Sprachreflexion, in: Der Altsprachliche Unterricht, Band 23, 2 / 1980, 26–42.
- Altsprachlicher Unterricht im sprachlich-literarisch-künstlerischen Aufgabenfeld, in: Der Altsprachliche Unterricht, Band 22, 1/1979, 5–10.
- Die attische Demokratie. Themaorientierter Leistungskurs in 13/1, in: Der Altsprachliche Unterricht, Band 24, 3 / 1981, 25–37.
- Die sog. „Griechische Aufklärung“, in: Der Altsprachliche Unterricht, Band 28, 6 / 1985, 5–18.
- Der Schülerwettbewerb „Alte Sprachen“ in Hessen, in: MDAV Hessen 34, 1 / 1987, 3–5.
- Lateinschule und Zeitgeist. Standortbestimmungen in drei Jahrhunderten, in: 300 Jahre Alte Lateinschule: 1691–1991, Leibnizschule, Rudolf-Koch-Schule. Offenbach am Main 1991, 44–57.
- „Alec“ – ein ausgestorbener Lehrertyp, in: ibid., 104–106. [über Wilhelm Heraeus, dessen Bescheidenheit und Doppelleben als Schulmann und Wissenschaftler Heils Vorbild waren]

### Referate
- Griechisch-römische Gottesvorstellungen und Christliche Theologie (zusammenfassendes Referat), in: MDAV Hessen 29, 1 / 1982, 2–3.
- Gymnasialer Sprachunterricht und gymnasiale Allgemeinbildung, in: MDAV Hessen 30, 3 / 1983, 1–3.
- Arbeitskreis 4: Korreferat (Tagung des DAV Mainz 1982), in: Gymnasium, Band 91 / 1984, 148–151.
- Sprachunterricht im Alltag der NGO, in: MDAV Hessen 31, 1 / 1984, 3–6.
- Sprachunterricht im Alltag der NGO (Schluß), in: MDAV Hessen 31, 2 / 1984, 1–6.
- „Latinum“ – oberstes Lernziel in Klasse 11?, in: MDAV Hessen 35, 3 / 1988, 5–9.

## Herausgeberschaft
Bis Heft 31, 2 / 1984 Mitherausgeber der MDAV Hessen (Mitteilungsblatt des Landesverbands Hessen im Deutschen Altphilologenverband)